# Indigofera lyallii
Indigofera lyallii är en ärtväxtart som beskrevs av John Gilbert Baker. Indigofera lyallii ingår i släktet indigosläktet, och familjen ärtväxter.

## Underarter
Arten delas in i följande underarter:
- I. l. lyallii
- I. l. nyassica